# Manfred Rauh
Manfred Rauh (* 12. Januar 1942 in Steinhöring; † 25. April 2024) war ein deutscher Historiker.
Nach einem Studium der Geschichte, Philosophie und Sozialwissenschaften an den Universitäten Erlangen und Würzburg wurde Rauh 1970 an der Universität Würzburg promoviert. Er habilitierte sich 1988 bei Thomas Nipperdey an der Universität München. Er war Wissenschaftlicher Oberrat und Mitarbeiter des Militärgeschichtlichen Forschungsamts. in Freiburg im Breisgau.

## Schriften (Auswahl)
- Geschichte des Zweiten Weltkriegs. Bd. 1: Die Voraussetzungen, Bd. 2: Der europäische Krieg, Bd. 3: Der Weltkrieg, Duncker & Humblot, Berlin 1991–1998, ISBN 3-428-07300-2.[2]
- Verwaltung, Stände und Finanzen. Studien zu Staatsaufbau und Staatsentwicklung Bayerns unter dem späteren Absolutismus. Kommission für Bayerische Landesgeschichte, München 1988 (Zugl.: München, Univ., Habil.-Schrift).
- Die Parlamentarisierung des Deutschen Reiches (= Beiträge zur Geschichte des Parlamentarismus und der politischen Parteien. Bd. 60). Droste, Düsseldorf 1977.
- Föderalismus und Parlamentarismus im Wilhelminischen Reich. Kommission für Geschichte des Parlamentarismus und der politischen Parteien, Bonn-Bad Godesberg 1973 (Zugl.: Würzburg, Univ., phil. Diss.).
- Die Einsamkeit Zarathustras. Eine Untersuchung des 4. Teiles von Friedrich Nietzsches „Also sprach Zarathustra“. In: Zeitschrift für Religions- und Geistesgeschichte, Jg. 21, Nr. 1,  1969, S. 55–72.